# Simone Bertelli
Simone Bertelli (Torino, 25 ottobre 2004) è un astista italiano, campione europeo under 20 a Gerusalemme 2023 e campione europeo under 23 a Bergen 2025.
È l'attuale primatista italiano under 20 del salto con l'asta indoor con la misura di 5,51 m.

## Biografia
Simone Bertelli ha iniziato a praticare l'atletica leggera nel 2016 presso la Safatletica, società di stanza a Torino.
Già dal primo anno da cadetto ha preso parte ai campionati italiani di categoria, ottenendo un diciottesimo posto. Negli anni seguenti ha conquistato svariati titoli italiani di categoria, tra cui un titolo allievi indoor nel 2021 e due titoli juniores (outdoor e indoor) nel 2022, nonché un secondo posto ai campionati italiani assoluti del 2022.
Nel febbraio 2023, in occasione dei campionati italiani juniores indoor ad Ancona, ha stabilito il nuovo record italiano under 20 del salto con l'asta con la misura di 5,51 m, migliorando di un centimetro il precedente primato di Andrea Giannini che resisteva dal 1995. A luglio dello stesso anno ha conquistato a Molfetta il suo primo titolo italiano assoluto con la misura di 5,40 m. Ad agosto, infine, si è laureato campione europeo under 20 a Gerusalemme con la medesima misura.
Nel 2024 è entrato a far parte delle Fiamme Gialle, e l'anno successivo sale sul gradino più alto del podio agli europei under 23 di Bergen saltando in 5,70 m, suo nuovo record personale.

## Record nazionali
Juniores (under 20)
- Salto con l’asta indoor: 5,51 m ( Ancona, 4 febbraio 2023)

## Progressione

### Salto con l’asta
| Stagione | Misura | Luogo           | Data       | Rank. Mond. |
| -------- | ------ | --------------- | ---------- | ----------- |
| 2025     | 5,70 m | Bergen          | 19-7-2025  |             |
| 2024     | 5,63 m | Mariano Comense | 21-09-2024 |             |
| 2023     | 5,45 m | Ginevra         | 10-6-2023  | 107°        |
| 2022     | 5,35 m | Rieti           | 25-6-2022  | 161°        |
| 2021     | 4,95 m | Torino          | 29-5-2021  | 655°        |
| 2020     | 4,50 m | Biella          | 11-7-2020  | 960°        |
| 2019     | 4,10 m | Forlì           | 5-10-2019  |             |
| 2018     | 3,00 m | Donnas          | 30-9-2018  |             |

### Salto con l’asta indoor
| Stagione | Misura | Luogo   | Data      | Rank. Mond. |
| -------- | ------ | ------- | --------- | ----------- |
| 2025     | 5,61 m | Ancona  | 2-2-2025  |             |
| 2024     | 5,55 m | Ancona  | 4-2-2024  |             |
| 2023     | 5,51 m | Ancona  | 4-2-2023  | 66°         |
| 2022     | 5,00 m | Ancona  | 5-2-2022  | 379°        |
| 2021     | 4,80 m | Ancona  | 14-2-2021 | 551°        |
| 2020     | 4,40 m | Aosta   | 19-1-2020 |             |
| 2019     | 4,10 m | Bergamo | 17-3-2019 |             |
| 2018     | 2,85 m | Aosta   | 18-2-2019 |             |

## Palmarès
| Anno | Manifestazione   | Sede        | Evento           | Risultato | Prestazione | Note                          |
| ---- | ---------------- | ----------- | ---------------- | --------- | ----------- | ----------------------------- |
| 2022 | Mondiali U20     | Cali        | Salto con l'asta | 15º       | 4,90 m      |                               |
| 2022 | Mediterraneo U23 | Pescara     | Salto con l'asta | Bronzo    | 5,18 m      |                               |
| 2023 | Europei U20      | Gerusalemme | Salto con l'asta | Oro       | 5,40 m      |                               |
| 2024 | Europei          | Roma        | Salto con l'asta | 21º (q)   | 5,25 m      |                               |
| 2025 | Europei U23      | Bergen      | Salto con l'asta | Oro       | 5,70 m      | Miglior prestazione personale |

## Campionati nazionali
- 1 volte campione nazionale di salto con l'asta assoluto (2023)
- 1 volte campione nazionale di salto con l'asta allievi (2021)
- 2 volte campione nazionale di salto con l'asta juniores (2022, 2023)
- 2 volte campione nazionale di salto con l'asta juniores indoor (2022, 2023)
- 1 volte campione nazionale di salto con l'asta promesse indoor (2024)

2018
- 14º ai campionati italiani cadetti, salto con l'asta - 2,60 m

2019
- Argento ai campionati italiani cadetti, salto con l'asta - 4,10 m

2020
- 4º ai campionati italiani allievi indoor, salto con l'asta - 4,30 m
- 4º ai campionati italiani allievi, salto con l'asta - 4,45 m

2021
- Argento ai campionati italiani allievi, salto con l'asta - 4,80 m
- Oro ai campionati italiani allievi indoor, salto con l'asta - 4,80 m

2022
- Argento  ai campionati italiani assoluti, salto con l'asta - 5,35 m
- 10º ai campionati italiani assoluti indoor, salto con l'asta - 4,80 m
- Oro ai campionati italiani juniores, salto con l'asta - 5,25 m
- Oro ai campionati italiani juniores indoor, salto con l'asta - 5,00 m

2023
- Oro ai campionati italiani assoluti, salto con l'asta - 5,40 m
- Argento ai campionati italiani assoluti indoor, salto con l'asta - 5,33 m
- Oro ai campionati italiani juniores, salto con l'asta - 5,40 m
- Oro ai campionati italiani juniores indoor, salto con l'asta - 5,51 m

2024
- Oro ai campionati italiani assoluti indoor, salto con l'asta - 5,50 m
- Oro ai campionati italiani promesse indoor, salto con l'asta - 5,55 m

2025
- Bronzo ai campionati italiani assoluti indoor, salto con l'asta - 5,25 m
- Argento ai campionati italiani assoluti, salto con l'asta - 5,46 m

## Altre competizioni internazionali
2023
- Oro triangolare indoor Francia, Spagna, Italia a Lievin, salto con l'asta - 5,23 m[1]